# Javier Parrado
Javier Parrado (La Paz, 26 maggio 1964) è un compositore boliviano.

## Biografia
Javier Parrado è nato nel 1964. Ha ricevuto la sua formazione musicale presso il Conservatorio Nazionale di Musica, sotto la guida di Cergio Prudencio e Alberto Villalpando. Dopo la laurea ha studiato in seminari con Franco Donatoni, Edgar Alandia, Reinhard Febel, Graciela Parakevaídis, Coriún Aharonián, Victor Rasgado e altri.
Assegnatario di borse di studio dal Goethe Institut di Berlino (1994), il Centro Nacional de las Artes di Città del Messico (1994). e il Centro para la Difusión de la Música Contemporánea a Madrid (2000).
La sua musica per chitarra, musica corale ha vinto premi a Salisburgo, Austria (2000); La Paz, Bolivia (1993, 2004 e 2009) e le Isole Canarie, Spagna (2004). Le sue composizioni sono state eseguite in numerosi paesi dall'America all'Europa.
In Bolivia per molti anni ha lavorato come arrangiatore per il progetto per la diffusione della musica folkloristica boliviana dell'Orchestra Sinfonica Nazionale; anche come insegnante, compositore, arrangiatore e ricercatore. I suoi lavori per chitarra sono pubblicati da TreMedia (Germania). Ha diversi articoli pubblicati che riguardano ricerche sulla musica boliviana.
Attualmente è un membro del gruppo "Uyaricuna, Ist'asiñani, nos escucharemos” (ascoltiamoci), che si propone di diffondere la musica tradizionale boliviana in versioni sinfoniche e cameristiche.

## Opere scelte

### Composizioni per strumento solista
- Móvil (1991) per pianoforte[5]
- Estaciones para flauta (1993) per flauto
- Sendas Lunares (1997) per chitarra[6]
- Sombra y Agua (1997-98) per pianoforte[7]
- Ellas ¿y Bach? (2004) per violino

### Musica elettroacustica
- Inti Yana (1994) per nastro

### Composizioni da camera e per ensemble
- Llamadas (1991, rev 96) per violino e marimba[8]
- 'Salto al Alba (1996) per chitarra e flauto[9]
- Pirqa, brasa y ceniza (2002), per 3 Zampoñas, 3 flauti (Do, piccolo e basso, Oboe con sordino ad lib)[10] Audio
- Noche Cúbica (2005) per violino e sette strumenti

### Musica vocale
- Presencia alterna (1991), (Poesia: Eduardo Mitre) per soprano e ensemble
- Ciclo sobre textos de Goethe (1999) per voce e pianoforte
- Tanta luz que dexan (2004) per coro

### Musica orchestrale
- Reposada brasa (2002) per orchestra
- Aceras líquidas y pasos lunares (2006) per orchestra
- Alegres Prestes, homenaje al Gran Poder (2009) per orchestra di strumenti a fiato [11]

“Uyaricuna ist`asiñani, nos escucharemos (2006)
- Tinkus per orchestra[12]
- Chiriwanos per orchestra

### Arrangiamenti di musica folcloristica boliviana
- voce e orchestra: per Enriqueta Ulloa, Emma Junaro, Los Kjarkas, Yalo Cuellar, Esther Marisol, etc.
- Charango e orchestra, quena ed orchestra.
- folclore tradizionale: Novia Santa Cruz, Soledad (Implorando), Llamerada, Diabladas, Destacamento 111b.